# Рахмановская волость
Рахмановская во́лость — административно-территориальная единица, входившая в состав Николаевского уезда Самарской губернии.
Административный центр — село Рахмановка.
Население волости составляли преимущественно русские, православные.
В период до установления советской власти волость имела аппарат волостного правления, традиционный для таких административно-территориальных единиц Российской империи.
Согласно карте уездов Самарской губернии издания губернского земства 1912 года волость располагалась по обе стороны от реки Камелик и граничила на севере - с Клевенской волостью, на востоке - со Грачёво-Кустской волостью, на юге - с Кузябаевской и Любицкой волостями, на западе - со Старо-Порубежской волостью.
Территория бывшей волости является частью земель Пугачёвского и Перелюбского районов Саратовской области (Россия).

## Состав волости
| Наименование           | Население | Население | Население | Расстояние (вёрст) до: | Расстояние (вёрст) до: | Расстояние (вёрст) до: | Преобладающие национальности, вероисповедания | Современное состояние                       |   |                                |                                             |
| Наименование           | 1889 год  | 1897 год  | 1910 год  | Самары                 | Николаевска            | Волостного правления   | Преобладающие национальности, вероисповедания | Современное состояние                       |   |                                |                                             |
| ---------------------- | --------- | --------- | --------- | ---------------------- | ---------------------- | ---------------------- | --------------------------------------------- | ------------------------------------------- | - | ------------------------------ | ------------------------------------------- |
| село Большая Тарасовка | 1881      | 2113      | 2419      | Самары                 | Николаевска            | Волостного правления   | 143                                           | 53                                          | 5 | русские и мордва, православные | село, Перелюбский район Саратовская область |
| село Малая Тарасовка   | 947       | 1093      | 1240      | 145                    | 51                     | 2                      | русские, православные                         | село, Пугачёвский район Саратовская область |   |                                |                                             |
| село Ново-Спасское     | 892       | 777       | 923       | 143                    | 50                     | 5                      | русские, православные                         | село, Пугачёвский район Саратовская область |   |                                |                                             |
| село Рахмановка        | 2065      | 1511      | 2599      | 146                    | 50                     | 0                      | русские, православные                         | село, Пугачёвский район Саратовская область |   |                                |                                             |